# Seznam medailistů na mistrovství Československa a Česka mužů a žen v chůzi na 20 km

## Muži

#### Chůze na 10 km
| Rok         | Místo      | Zlato          | Výkon   | Stříbro        | Bronz             |
| ----------- | ---------- | -------------- | ------- | -------------- | ----------------- |
| MR ČSR 1945 | Praha      | Václav Balšán  | 43:36,0 | Josef Doležal  | Otakar Buhl       |
| MR ČSR 1946 | Praha      | Václav Balšán  | 45:09,8 | Jaroslav Kočí  | Josef Zikmund     |
| MR ČSR 1947 | Praha      | Jaroslav Oliva | ***     | Josef Zikmund  | Slavomil Pšenička |
| MR ČSR 1948 | Praha      | Václav Balšán  | 47:22,5 | Jaroslav Oliva | Antonín Petráček  |
| MR ČSR 1949 | Praha      | Václav Balšán  | 44:42,4 | Josef Doležal  | Jindřich Malý     |
| MR ČSR 1950 | Bratislava | Jindřich Malý  | 49:44,6 | Jaroslav Kočí  | František Princ   |
| MR ČSR 1951 | Brno       | Josef Doležal  | 46:02,2 | Václav Platil  | Jindřich Malý     |
| MR ČSR 1952 | Praha      | Josef Doležal  | 45:10,6 | Jindřich Malý  | Václav Platil     |
| MR ČSR 1953 | Praha      | Josef Doležal  | 44:11,4 | Jindřich Malý  | Vlastimil Kraus   |
| MR ČSR 1954 | Ostrava    | Josef Doležal  | 45:55,4 | Václav Balšán  | Jindřich Malý     |

- *** Rok 1947 - časy zrušeny, šlo se o kolo méně (9 600 m)

#### Chůze na 20 km
| Rok          | Místo                 | Zlato            | Výkon           | Stříbro          | Bronz            |
| ------------ | --------------------- | ---------------- | --------------- | ---------------- | ---------------- |
| MR ČSR 1955  | Brno                  | Josef Doležal    | 1:42:23,0       | Jindřich Malý    | Václav Platil    |
| MR ČSR 1956  | Bratislava            | Josef Doležal    | 1:33:38,4       | Ladislav Moc     | Václav Platil    |
| MR ČSR 1957  | Praha                 | Ladislav Moc     | 1:36:13,0       | Milan Skřont     | Václav Platil    |
| MR ČSR 1958  | Ostrava               | Ladislav Moc     | 1:40:37,2       | Václav Platil    | Svatopluk Sýkora |
| MR ČSR 1959  | Praha                 | Václav Platil    | 1:39:07,8       | Miroslav Froněk  | Ladislav Moc     |
| MR ČSSR 1960 | Brno                  | Ladislav Moc     | 1:36:03,8       | Svatopluk Sýkora | Milan Skřont     |
| MR ČSSR 1961 | Praha                 | Ladislav Moc     | 1:36:18.0       | Oldřich Stránský | Josef Vojtíšek   |
| MR ČSSR 1962 | Ostrava               | Alexander Bílek  | 1:32:30.2       | Ladislav Moc     | Vladimír Kánský  |
| MR ČSSR 1963 | Hradec Králové        | Alexander Bílek  | 1:36:32.8       | Vladimír Kánský  | Ladislav Moc     |
| MR ČSSR 1964 | Praha                 | Alexander Bílek  | 1:33:34.6       | Ladislav Moc     | Milan Závadský   |
| MR ČSSR 1965 | Zábřeh                | Vilém Švajda     | 1:34:25.4       | Jaroslav Fiala   | Alexander Bílek  |
| MR ČSSR 1966 | Třinec                | Alexander Bílek  | 1:32:53.2       | Vilém Švajda     | Jaroslav Fiala   |
| MR ČSSR 1967 | Sokolov               | Alexander Bílek  | 1:31:29.4       | Milan Závadský   | Vladimír Kánský  |
| MR ČSSR 1968 | Jablonec nad Nisou    | Alexander Bílek  | 1:30:03.4       | Milan Závadský   | Juraj Benčík     |
| MR ČSSR 1969 | Považská Bystrica     | Alexander Bílek  | 1:29:53.0       | Juraj Benčík     | Vladimír Pařízek |
| MR ČSSR 1970 | Ostrava               | Alexander Bílek  | 1:29:14.8       | Alfréd Zedník    | Josef Macek      |
| MR ČSSR 1971 | Praha                 | Alexander Bílek  | 1:35:30,6       | Juraj Benčík     | Vladimír Pařízek |
| MR ČSSR 1972 | Praha                 | Alexander Bílek  | 1:31:41,0       | Juraj Benčík     | Vladimír Pařízek |
| MR ČSSR 1973 | Banská Bystrica       | Juraj Benčík     | 1:30:28,0       | Milan Bartoš     | Evžen Zedník     |
| MR ČSSR 1974 | Praha                 | Milan Vála       | 1:31:03,2       | Evžen Zedník     | Pavol Szikora    |
| MR ČSSR 1975 | Bratislava            | Juraj Benčík     | 1:35:12,4       | Ladislav Vitéz   | Jaromír Vaňous   |
| MR ČSSR 1976 | Třinec                | Juraj Benčík     | 1:32:04,4       | František Bíro   | Jaromír Vaňous   |
| MR ČSSR 1977 | Ostrava               | Juraj Benčík     | 1:27:40,0       | Štefan Petrík    | Evžen Zedník     |
| MR ČSSR 1978 | Praha                 | Štefan Petrík    | 1:28:21,8       | Pavol Blažek     | Juraj Benčík     |
| MR ČSSR 1979 | Praha                 | Jozef Pribilinec | 1:26:03,2       | Štefan Petrík    | Pavol Blažek     |
| MR ČSSR 1980 | Praha                 | Štefan Petrík    | 1:26:59,8       | Ľuboš Mackanič   | Jozef Zimka      |
| MR ČSSR 1981 | Praha                 | Pavol Blažek     | 1:30:12         | Štefan Petrik    | Jozef Zimka      |
| MR ČSSR 1982 | Praha                 | Jozef Pribilinec | 1:23:43         | Pavol Blažek     | Pavol Szikora    |
| MR ČSSR 1983 | Praha                 | Jozef Pribilinec | 1:27:19         | Pavol Blažek     | Ivo Piták        |
| MR ČSSR 1984 | Praha                 | Jozef Pribilinec | 1:25:07         | Pavol Blažek     | Ivo Piták        |
| MR ČSSR 1985 | Praha                 | Jozef Pribilinec | 1:20:40         | Roman Mrázek     | Pavol Blažek     |
| MR ČSSR 1986 | Bratislava            | Jozef Pribilinec | 1:28:07         | Roman Mrázek     | Ivo Piták        |
| MR ČSSR 1987 | Třinec                | Roman Mrázek     | 1:21:27         | Pavol Blažek     | Pavol Szikora    |
| MR ČSSR 1988 | Praha                 | Jozef Pribilinec | 1:21:34         | Roman Mrázek     | Pavol Blažek     |
| MR ČSSR 1989 | Banská Bystrica       | Ján Záhončík     | 1:23:39         | Pavol Blažek     | Roman Mrázek     |
| MR ČSFR 1990 | Praha                 | Pavol Blažek     | 1:22:51         | Roman Mrázek     | Igor Kollár      |
| MR ČSFR 1991 | Ostrava               | Pavol Blažek     | 1:19:43 Rek. MR | Roman Mrázek     | Igor Kollár      |
| MR ČSFR 1992 | Košice                | Igor Kollár      | 1:21:05         | Ján Záhončík     | Pavol Blažek     |
| MR ČR 1993   | Brandýs nad Labem     | Jiří Malysa      | 1:25:35         | Hubert Sonnek    | Tomáš Kratochvíl |
| MR ČR 1994   | Olomouc               | Hubert Sonnek    | 1:23:03         | Miloš Holuša     | Tomáš Kratochvíl |
| MR ČR 1995   | Děčín                 | Hubert Sonnek    | 1:23:58         | Miloš Holuša     | Tomáš Kratochvíl |
| MR ČR 1996   | Nové Město nad Metují | Hubert Sonnek    | 1:27:29         | Jiří Malysa      | Roman Bílek      |
| MR ČR 1997   | Rumburk               | Tomáš Kratochvíl | 1:21:36         | Miloš Holuša     | Hubert Sonnek    |
| MR ČR 1998   | Hodonín               | Jiří Malysa      | 1:29:47         | Tomáš Waloschek  | Tomáš Hlavenka   |
| MR ČR 1999   | Hronov                | Jiří Malysa      | 1:25:20         | Miloš Holuša     | Hubert Sonnek    |
| MR ČR 2000   | Olomouc               | Jiří Malysa      | 1:25:25         | Miloš Holuša     | Jiří Mašita      |
| MR ČR 2001   | Rumburk               | Jiří Malysa      | 1:20:47         | Miloš Holuša     | David Šnajdr     |
| MR ČR 2002   | Domažlice             | Jiří Malysa      | 1:22:49         | Miloš Holuša     | Jiří Mašita      |
| MR ČR 2003   | Poděbrady             | Miloš Holuša     | 1:26:19         | Jiří Malysa      | Pavel Svoboda    |
| MR ČR 2004   | Poděbrady             | Miloš Holuša     | 1:25:12         | David Šnajdr     | Pavel Svoboda    |
| MR ČR 2005   | Poděbrady             | Miloš Holuša     | 1:24:45         | Jiří Malysa      | Jiří Chaloupka   |
| MR ČR 2006   | Poděbrady             | Miloš Holuša     | 1:26:14         | Jiří Malysa      | Pavel Svoboda    |
| MR ČR 2007   | Poděbrady             | Miloš Holuša     | 1:32:04         | Jiří Malysa      | Roman Bílek      |
| MR ČR 2008   | Poděbrady             | Miloš Holuša     | 1:29:47         | Jiří Malysa      | David Šnajdr     |
| MR ČR 2009   | Poděbrady             | Roman Bílek      | 1:31:11         | Miloš Holuša     | Jakub Zajíc      |
| MR ČR 2010   | Poděbrady             | Karel Ketner     | 1:30:55         | Miloš Holuša     | Roman Říha       |
| MR ČR 2011   | Poděbrady             | Karel Ketner     | 1:30:38         | Roman Říha       | Jan Polášek      |
| MR ČR 2012   | Poděbrady             | Karel Ketner     | 1:28:12         | Lukáš Gdula      | Pavel Schrom     |
| MR ČR 2013   | Poděbrady             | Pavel Schrom     | 1:28:32         | Karel Ketner     | Lukáš Gdula      |
| MR ČR 2014   | Poděbrady             | Lukáš Gdula      | 1:29:55         | Karel Ketner     | Ondřek Motl      |
| MR ČR 2015   | Poděbrady             | Pavel Schrom     | 1:30:11         | Lukáš Gdula      | Filip Veselouš   |
| MR ČR 2016   | Tábor                 | Lukáš Gdula      | 1:25:50         | Pavel Schrom     | Ondřej Motl      |
| MR ČR 2017   | Poděbrady             | Lukáš Gdula      | 1:31:49         | Vít Hlaváč       | Karel Ketner     |
| MR ČR 2018   | Poděbrady             | Lukáš Gdula      | 1:31:04         | Vít Hlaváč       | Tomáš Hlavenka   |
| MR ČR 2019   | Poděbrady             | Lukáš Gdula      | 1:27:14         | Vít Hlaváč       | Tomáš Hlavenka   |
| MR ČR 2020   | Poděbrady             | Lukáš Gdula      | 1:27:07         | Vít Hlaváč       | Martin Nedvídek  |
| MR ČR 2021   | Olomouc               | Vít Hlaváč       | 1:29:12         | Lukáš Gdula      | Adam Zajíček     |
| MR ČR 2022   | Poděbrady             | Vít Hlaváč       | 1:26:27         | Lukáš Gdula      | Martin Nedvídek  |
| MR ČR 2023   | Olomouc               | Vít Hlaváč       | 1:28:51         | Adam Zajíček     | Lukáš Gdula      |
| MR ČR 2024   | Poděbrady             | Vít Hlaváč       | 1:23:38         | Jaromír Morávek  | Adam Zajíček     |
| MR ČR 2025   | Poděbrady             |                  |                 |                  |                  |

#### Chůze na 35 km
| Rok        | Místo         | Zlato         | Výkon   | Stříbro         | Bronz           |
| ---------- | ------------- | ------------- | ------- | --------------- | --------------- |
| MR ČR 2022 | Dudince (SVK) | Vít Hlaváč    | 2:41:14 | Lukáš Gdula     | Jaromír Morávek |
| MR ČR 2023 | Dudince (SVK) | Vít Hlaváč    | 2:43:43 | Martin Nedvídek | Lukáš Gdula     |
| MR ČR 2024 | Žitava        | Jaromír Hloch | 2:58:44 | Martin Nedvídek | Alexandr Malysa |
| MR ČR 2025 |               |               |         |                 |                 |

### Ženy

#### Chůze na 10 km
| Rok          | Místo             | Zlato              | Výkon         | Stříbro           | Bronz                                  |
| ------------ | ----------------- | ------------------ | ------------- | ----------------- | -------------------------------------- |
| MR ČSSR 1984 | Praha             | Dana Vavřačová     | 48:45         | Marta Hrubanová   | Jana Zárubová-Smolová Zuzana Holveková |
| MR ČSSR 1985 | Praha             | Dana Vavřačová     | 47:55         | Jana Zárubová     | Dana Semelová                          |
| MR ČSSR 1986 | Bratislava        | Dana Vavřačová     | 50:07         | Jana Zárubová     | Jana Jergová                           |
| MR ČSSR 1987 | Třinec            | Dana Vavřačová     | 45:20         | Zuzana Holveková  | Jana Jergová                           |
| MR ČSSR 1988 | Praha             | Jana Zárubová      | 48,57         | Ivana Brozmanová  | Viera Toporeková                       |
| MR ČSSR 1989 | Banská Bystrica   | Kamila Holpuchová  | 50:25         | Zuzana Zemková    | Jitka Bičianová                        |
| MR ČSFR 1990 | Praha             | Zuzana Zemková     | 47:52         | Ivana Brozmanová  | Jana Zárubová                          |
| MR ČSFR 1991 | Ostrava           | Ivana Brozmanová   | 44:25         | Zuzana Zemková    | Kamila Holpuchová                      |
| MR ČSFR 1992 | Košice            | Zuzana Zemková     | 46:20         | Kamila Holpuchová | Henrieta Kozlíková                     |
| MR ČR 1993   | Brandýs nad Labem | Kamila Holpuchová  | 44:20 Rek. MR | Jana Slesinská    | Michaela Cvechová                      |
| MR ČR 1994   | Olomouc           | Kamila Holpuchová  | 49:47         | Petra Lexová      | Jitka Hippmannová                      |
| MR ČR 1995   | Děčín             | Kamila Holpuchová  | 46:43         | Jitka Hippmannová | Monika Choděrová                       |
| MR ČR 1996   | Poděbrady         | Tamara Heroldová   | 52:01         | Pavla Choděrová   | Ludmila Rychnovská                     |
| MR ČR 1997   | Rumburk           | Tamara Heroldová   | 49:19         | Blanka Kožíková   | Dana Vavřačová                         |
| MR ČR 1998   | Hodonín           | Pavla Choděrová    | 58:04         | Monika Choděrová  | Lenka Slabihoudková                    |
| MR ČR 1999   | Hronov            | Ludmila Rychnovská | 48:42         | Barbora Dibelková | Monika Choděrová                       |
| MR ČR 2000   | Poděbrady         | Lucie Nedomová     | 49:39         | Ivana Mayová      | Dana Vavřačová                         |

#### Chůze na 20 km
| Rok        | Místo     | Zlato               | Výkon           | Stříbro             | Bronz                     |
| ---------- | --------- | ------------------- | --------------- | ------------------- | ------------------------- |
| MR ČR 2001 | Poděbrady | Barbora Dibelková   | 1:42:33         | Monika Choděrová    | Ivana Mayová              |
| MR ČR 2002 | Poděbrady | Barbora Dibelková   | 1:44:06         | Monika Choděrová    | Lenka Židková             |
| MR ČR 2003 | Poděbrady | Barbora Dibelková   | 1:39:46         | Monika Choděrová    | Hana Herberová            |
| MR ČR 2004 | Poděbrady | Barbora Dibelková   | 1:36:33         | Lenka Žídková       | Hana Herberová            |
| MR ČR 2005 | Poděbrady | Barbora Dibelková   | 1:33:16         | Lenka Židková       | Monika Choděrová          |
| MR ČR 2006 | Poděbrady | Lucie Pelantová     | 1:39:19         | Michaela Šimánková  | Hana Herberová            |
| MR ČR 2007 | Poděbrady | Barbora Dibelková   | 1:43:14         | Zuzana Schindlerová | Lucie Pelantová           |
| MR ČR 2008 | Poděbrady | Zuzana Schindlerová | 1:33:58         | Lucie Pelantová     | Monika Choděrová          |
| MR ČR 2009 | Poděbrady | Zuzana Schindlerová | 1:35:04         | Hana Herberová      | Karolina Škrášková        |
| MR ČR 2010 | Poděbrady | Lucie Pelantová     | 1:32:57         | Hana Herberová      | Martina Netolická         |
| MR ČR 2011 | Poděbrady | Lucie Pelantová     | 1:37:19         | Zuzana Schindlerová | Karolína Škrášková        |
| MR ČR 2012 | Poděbrady | Lucie Pelantová     | 1:34:26         | Zuzana Schindlerová | Hana Herberová            |
| MR ČR 2013 | Poděbrady | Lucie Pelantová     | 1:32:08         | Anežka Drahotová    | Hana Herberová            |
| MR ČR 2014 | Poděbrady | Anežka Drahotová    | 1:29:43 Rek. MR | Lucie Pelantová     | Eliška Drahotová          |
| MR ČR 2015 | Poděbrady | Anežka Drahotová    | 1:33:30         | Lucie Pelantová     | Hana Herberová            |
| MR ČR 2016 | Tábor     | Tereza Korvasová    | 1:50:55         | Lenka Borovičková   | Martina Netolická         |
| MR ČR 2017 | Poděbrady | Anežka Drahotová    | 1:33:18         | Hana Herberová      | Lenka Borovičková         |
| MR ČR 2018 | Poděbrady | Anežka Drahotová    | 1:32:22         | Lenka Borovičková   | Naděžda Dušková           |
| MR ČR 2019 | Poděbrady | Anežka Drahotová    | 1:35:43         | Veronika Janošíková | Štěpánka Pohlová Kučerová |
| MR ČR 2020 | Poděbrady | Tereza Ďurdiaková   | 1:33:54         | Anežka Drahotová    | Eliška Martínková         |
| MR ČR 2021 | Olomouc   | Tereza Ďurdiaková   | 1:38:54         | Eliška Martínková   | Jana Zikmundová           |
| MR ČR 2022 | Poděbrady | Eliška Martínková   | 1:30:53         | Tereza Ďurdiaková   | Štěpánka Pohlová Kučerová |
| MR ČR 2023 | Olomouc   | Eliška Martínková   | 1:41:36         | Ema Klimentová      | Alžběta Franklová         |
| MR ČR 2024 | Poděbrady | Eliška Martínková   | 1:40:25         | Michaela Baklíková  | Nelly Bugárová            |
| MR ČR 2025 |           |                     |                 |                     |                           |

#### Chůze na 35 km
| Rok        | Místo         | Zlato             | Výkon   | Stříbro                   | Bronz                     |
| ---------- | ------------- | ----------------- | ------- | ------------------------- | ------------------------- |
| MR ČR 2022 | Dudince (SVK) | Tereza Ďurdiaková | 3:01:51 | Štěpánka Pohlová Kučerová | Jana Zikmundová           |
| MR ČR 2023 | Dudince       | Tereza Ďurdiaková | 3:13:53 | Klára Hlaváčová           | Štěpánka Pohlová Kučerová |
| MR ČR 2024 | Žitava        | Nelly Bugárová    | 3:21:29 | Štěpánka Pohlová Kučerová | Klára Hlaváčová           |
| MR ČR 2025 |               |                   |         |                           |                           |